# Festspielhaus de Bayreuth

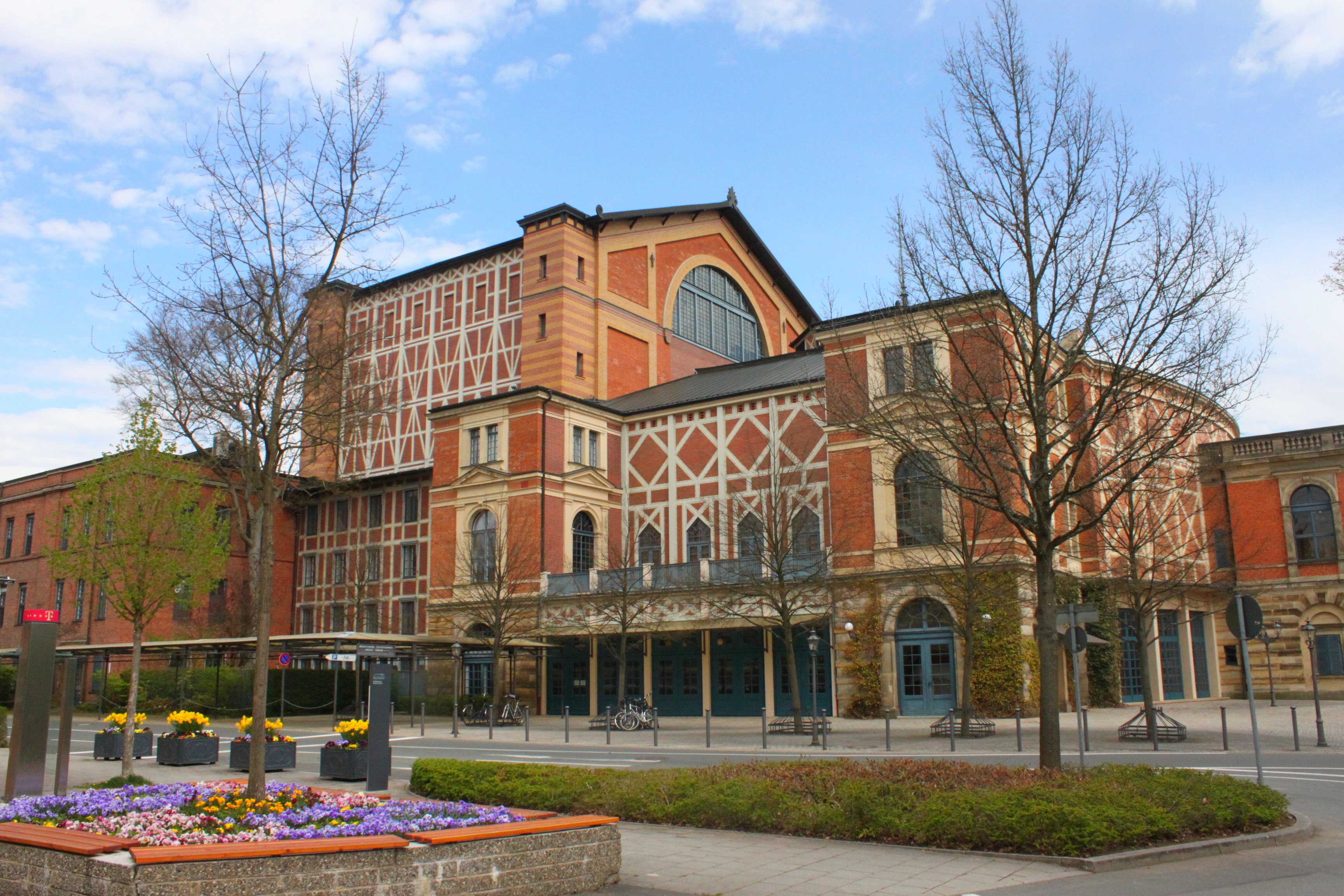
Vista lateral del Festspielhaus.

El Festspielhaus de Bayreuth o Bayreuther Festspielhaus (lit. Teatro del Festival de Bayreuth) es un teatro de ópera de Bayreuth, en Baviera, Alemania, que se dedica exclusivamente a la representación de las óperas compuestas por Richard Wagner. Es la sede del Festival de Bayreuth, para el que fue especialmente concebido y construido por el propio Wagner. Fue el lugar donde se estrenó Parsifal, la última ópera de Wagner (1882), así como Sigfrido y El ocaso de los dioses, las dos últimas partes del ciclo El anillo del nibelungo, que vio aquí también su primera representación integral (1876).

## Diseño
Wagner adaptó el diseño, sin permiso del arquitecto, de un proyecto de Gottfried Semper para un teatro en Múnich que no llegó a realizarse y que el propio Semper reutilizó después para el Burgtheater de Viena. La construcción estuvo a cargo del arquitecto Otto Brückwald, bajo la supervisión de Wagner y con el apoyo financiero del rey Luis II de Baviera. La primera piedra se colocó el día del cumpleaños de Wagner, el 22 de mayo de 1872. La inauguración se hizo con la primera representación completa de las cuatro óperas que constituyen el ciclo El anillo del nibelungo, del 13 al 17 de agosto de 1876.

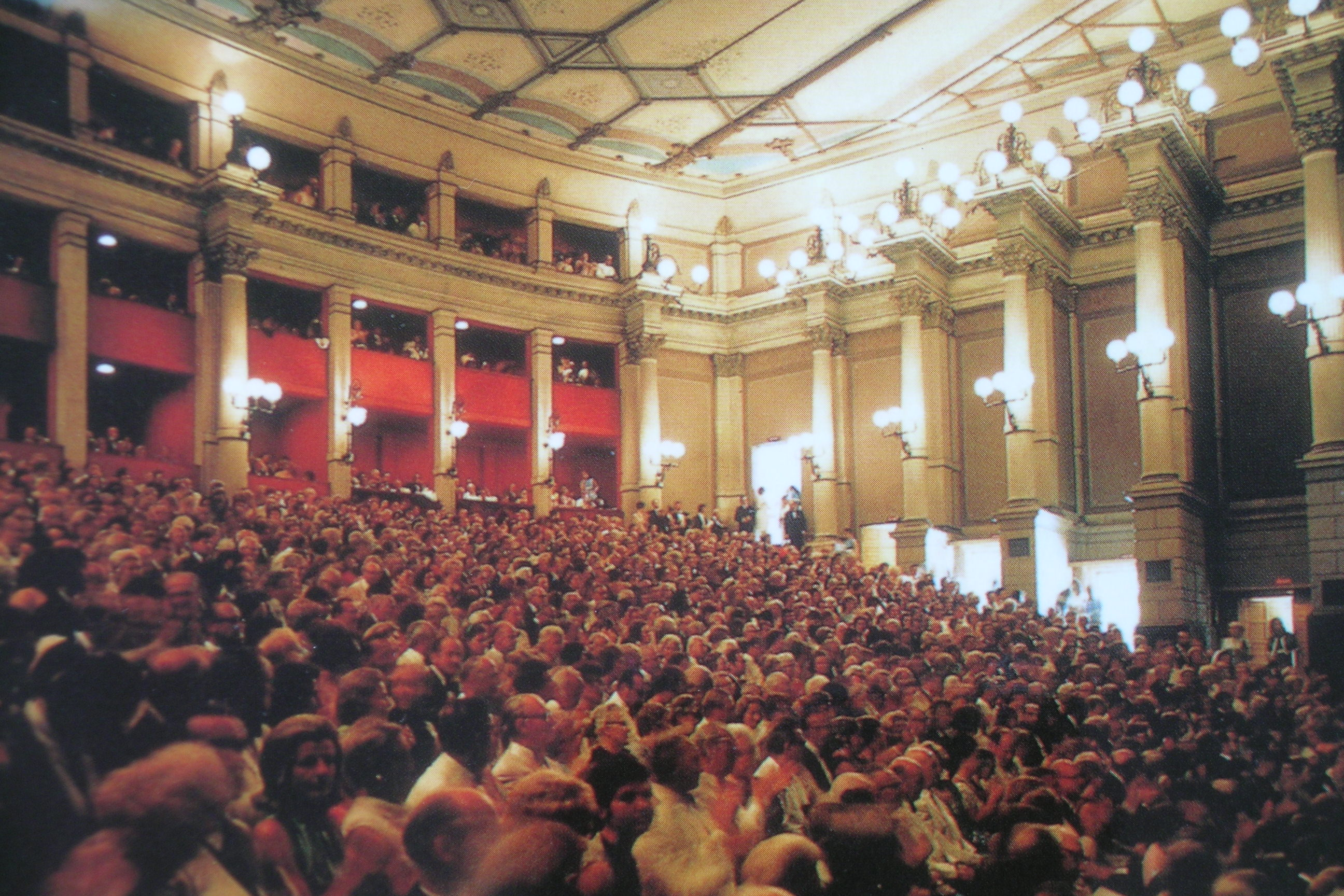
Interior del auditorio, en la actualidad.

El cuerpo principal del edificio, con estructura de madera, presenta una escasa ornamentación, con muros de ladrillo, lo que en ocasiones le valió el apelativo despectivo de "el granero". La entrada principal (Königsbau), construida en 1882 como entrada privada para el rey Luis II de Baviera con motivo del segundo Festival y el estreno de Parsifal, presenta, como contraste, la típica ornamentación de finales del siglo XIX, con columnas y muros de piedra. El interior está construido principalmente en madera. En contra de la tradición, el auditorio tiene forma de abanico escalonado, sin galerías ni palcos, con visibilidad perfecta del escenario desde las 1925 localidades.
La boca del escenario presenta un doble proscenio, que da al público la sensación de que la escena está más lejos de lo que realmente es. Este doble proscenio, junto con la disposición del foso de la orquesta y el oscurecimiento total de la sala durante la representación (no habitual en esa época), crean, en palabras del propio Wagner, un foso místico (en alemán: mystischer Abgrund) entre el público y la escena, lo que le da un especial carácter a las representaciones y proporcionan un refuerzo físico al contenido mítico de la mayoría de las óperas de Wagner.
El teatro ha mantenido el mismo aspecto durante toda su historia, principalmente en la parte accesible al público. La parte escénica, sin embargo, ha sufrido diversas reformas para adaptarse a la evolución de las tecnologías escénicas. Las primeras reformas se hicieron en la década de 1920, coincidiendo con la renovación de las escenografías originales de los primeros festivales, que fueron incorporando escenarios tridimensionales, en lugar de los primitivos telones pintados. Entre 1958 y  1968 se acometió una reforma gradual de toda la estructura del edificio, que sustituyó el primitivo entramado de madera por uno nuevo de acero y hormigón.
Actualmente la boca del escenario tiene 11,8 m de altura y 13 m de anchura, mientras que el escenario tiene una anchura máxima de 27 m y una profundidad de 22 m (que se puede ampliar hasta 40 m si se utiliza el escenario posterior). La torre escénica tiene una altura máxima de 30 m. La sala dispone de 1937 plazas, distribuidas en las 30 filas del patio de butacas (Parkett) y las tres plantas al fondo de la sala (Loge, Balkon y Galerie).

## El foso de la orquesta

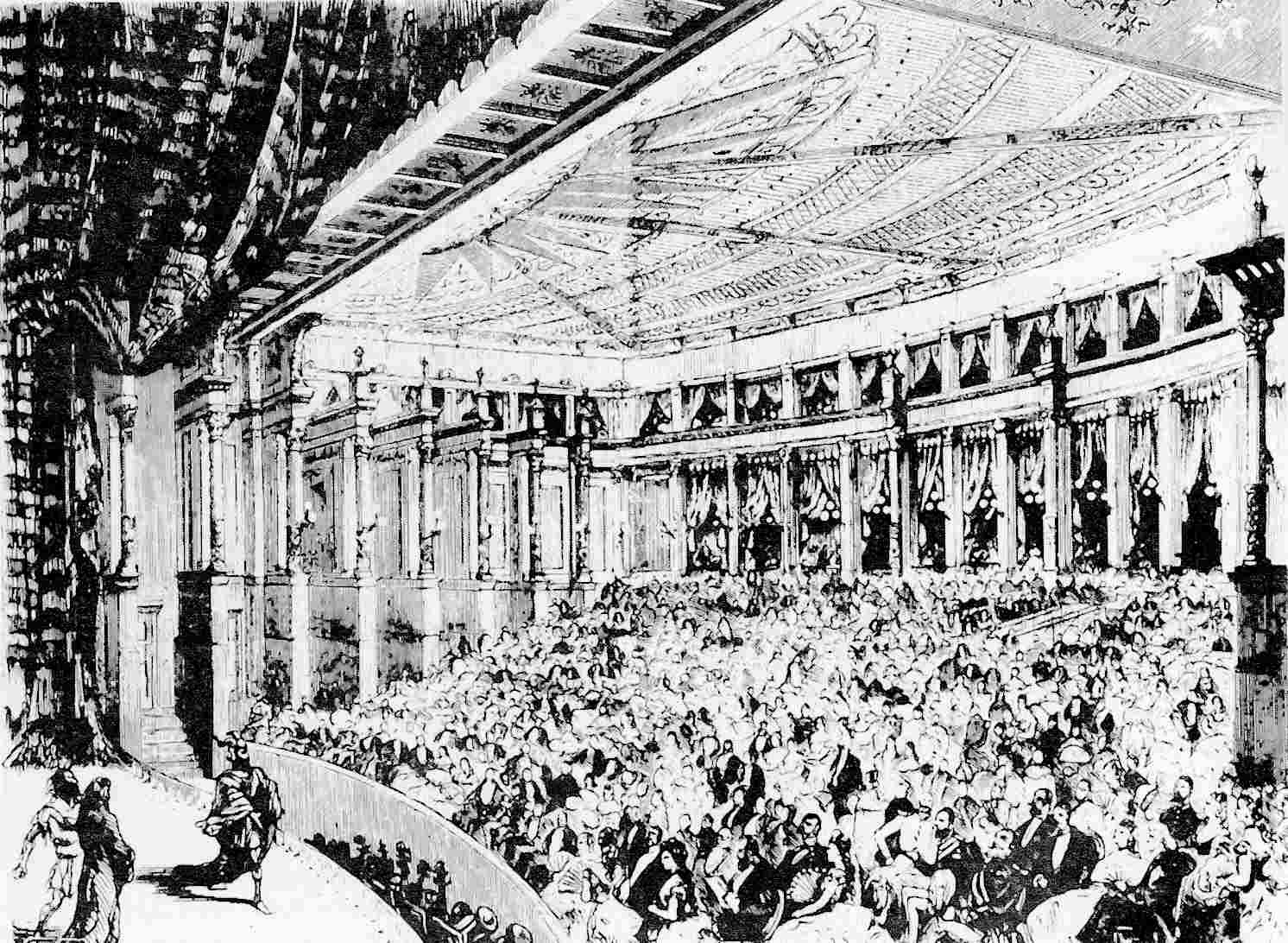
El interior del Festspielhaus, durante la primera representación del Anillo del Nibelungo, en 1876.

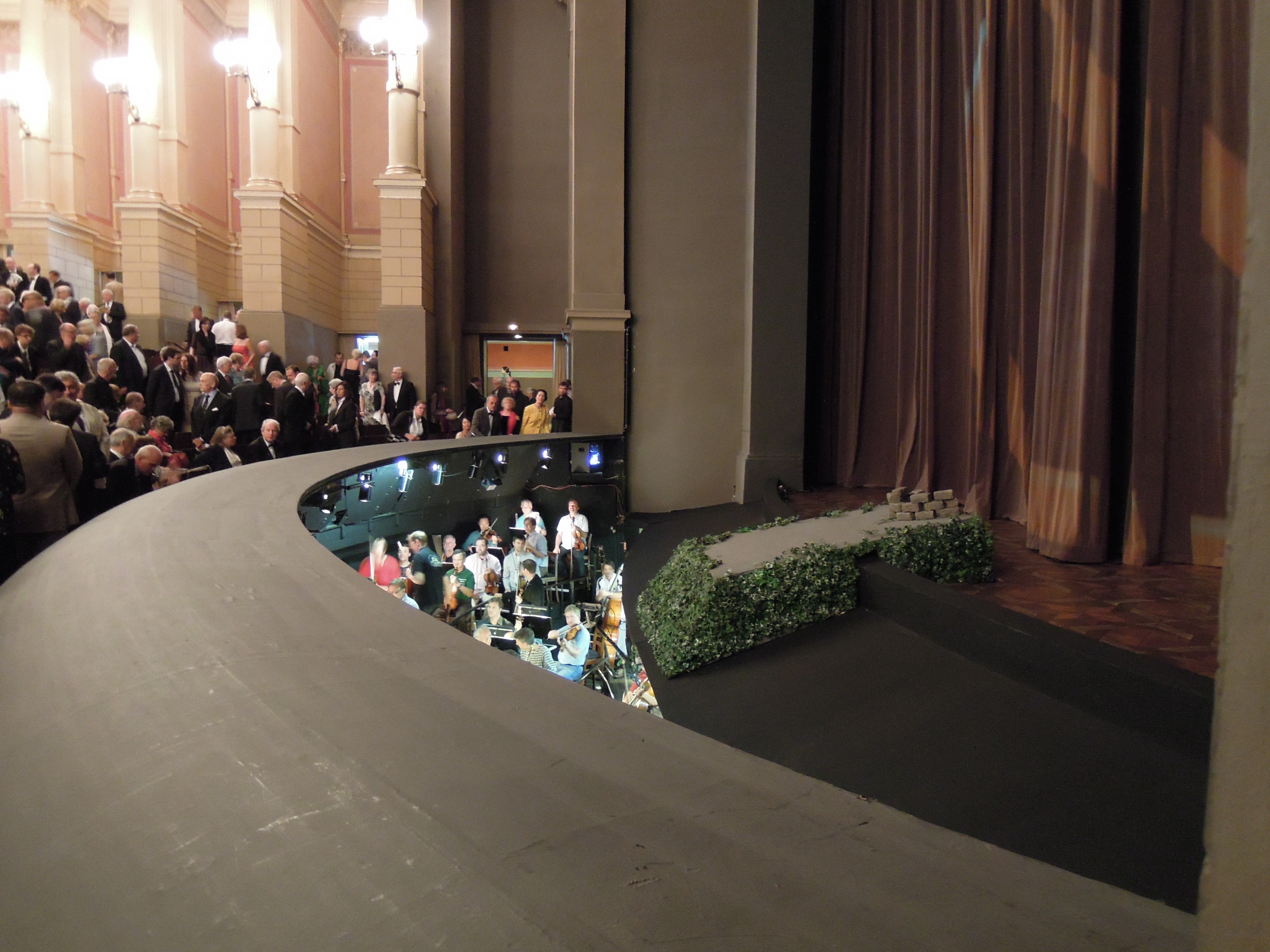
El foso de la orquesta queda oculto debajo de una gran concha de madera que devuelve el sonido al escenario, de forma que se mezcla la música con la voz de los cantantes.

Una característica muy significativa del Festspielhaus es la disposición inusual del foso de la orquesta, que se extiende bajo el suelo del escenario y está cubierto por un techo (actualmente metálico, originalmente de madera), de forma que la orquesta es completamente invisible para el público. Esta disposición preocupó a Wagner, que quería conseguir que el público se concentrara solamente en lo que estaba sucediendo sobre la escena, sin distraerse con los movimientos del director o los músicos. Este diseño corrige también el equilibrio de volumen sonoro entre los cantantes y la orquesta, creando la acústica ideal para las óperas de Wagner. Por otra parte, la disposición hace muy difícil dirigir la orquesta, incluso para los mejores directores del mundo, no solo por la oscuridad que reina en el foso, sino porque la reverberación acústica en su interior hace difícil la sincronización entre la orquesta y los cantantes.
La disposición de la orquesta dentro del foso es también singular, sobre todo en tres aspectos:
1. Los primeros violines se sitúan en el lado derecho del director, y no en el lugar habitual, en el lado izquierdo. De esta forma, el sonido de los violines no se dirige directamente hacia el público, sino hacia el fondo del escenario, donde se refleja de nuevo hacia el auditorio.
2. Los contrabajos, violonchelos y arpas (cuando se usa más de una, como en el Anillo) están divididos en dos grupos, a cada lado del foso.
3. El resto de la orquesta se coloca directamente bajo el escenario. La comunicación visual con el director es vital, porque la mayoría de los músicos no pueden ver ni oír a los cantantes, pero esta disposición crea el sonido orquestal característico ideado por Wagner.

En la actualidad el foso tiene 14 m de anchura por 11,5 de largo, con una superficie total de 140 metros cuadrados, y capacidad para hasta 124 músicos. Su piso desciende, de forma escalonada, desde 1,5 m por debajo del nivel del escenario hasta 5 m por debajo de este, en su parte más profunda.